# Dick pic
Dick pic é um anglicismo que refere-se a  uma imagem ou fotografia de um pénis, geralmente erecto, enviada electronicamente (por exemplo, na internet, por SMS, ou por mensagens instantâneas). O termo dick pic é derivado das palavras inglesas dick, gíria para pénis, e pic, uma abreviação da palavra picture, que significa imagem. Os dick pics são uma prática sexual e uma forma de sexting.
Se forem enviados com o consentimento do destinatário, os dick pics são associados a resultados psicológicos e de relacionamento positivos. Por outro lado, se enviados sem o consentimento do destinatário, podem ser considerados como uma forma de exibicionismo ou assédio virtual.